# Tračnice

Tračnice su oblikovani čelični proizvod. Postoji više oblika, ali T, U i H oblik su najčešči.

## Željezničke tračnice
U željezničkom prometu se koriste kao vodilje, po kojima prometuju željeznička vozila. Tračnice izrađene za željeznicu obično imaju utisnute i dodatne podatke, kako bi se svaka mogla kasnije identificirati.
Tračnice se spajaju u željezničku prugu spojnicama ili varenjem (obavezno za željeznice velike brzine).

## Tramvajske tračnice
Pošto su tramvaji redovito lakši od željeznice punog profila i koriste se i u gradovima, za tramvaje se češće primjenjuje tip tračnica, koji ima zaštitu od iskakanje s unutarnje gornje strane.

## Tračnice za vođenje autobusa
Autobus ili trolejbus se može odvojiti od drugog prometa, ako prometuje trakom, koji je projektiran upravo za njega.
Pri tome tako modificirano vozilo ima posebne vodilice sa strane, koje upravljaju smjerom kretanja.
Vozač više nije obavezan skretati vozilo, jer je ono vođeno uzduž posebno građene tračničke konstrukcije.
Djelomično se tračnice L oblika, djelomično čelične, a djelomično čak i armiranobetonske.
Ovaj način prometovanja omogućuje veće brzine, jer je specijalna trasa posvećena samo autobusima.
Kada napuste vođenu trasu, autobusi mogu nastaviti vožnju normalnim prometnim tracima, posebno posvećenim njima ili okolnim ulicama.

## Tračnice za vođenje hibrida
Pojavio se i tip masovnog javnog prijevoza, koji je zapravo hibrid autobusnog i tramvajskog prijevoza. Tu se opet koriste tračnice za vođenje vozila u posebnim izvedbama.
Poneki od hibrida autobusa i tramvaja mogu napustiti vođenje na za topredviđenim mjestima, te nastaviti vožnju po okolnim ulicama, a neki su vezani uz tračnice.

## Poveznice
- tramvaj
- željeznica
- vlak
- vlak velike brzine